# Shin-Shin-Tōitsu Aikidō
Shinshin-Tōitsu Aikidō ist ein Aikidō-Stil, der Anfang der 1970er Jahre von Tōhei Kōichi entwickelt wurde. Shinshin-Tōitsu Aikidō und die von Schülern Tōheis begründeten Stile werden oft unter der allgemeineren Bezeichnung Ki-Aikidō zusammengefasst, weil sie besonderen Wert auf den Einsatz von Ki in den Aikidō-Techniken legen.

## Geschichte
Nach dem Tod von Ueshiba Morihei, dem Begründer des Aikidō, 1969 war Tōhei mit der Art, wie Aikidō im Aikikai vermittelt wurde, unzufrieden, weil viele Schüler Ueshibas die Techniken lehrten, ohne die Prinzipien des Aikidō explizit zu erklären. Daher entwickelte er eine besondere Methode, Aikidō zu lehren, die er von 1974 an als Shinshin-Tōitsu Aikidō bezeichnete, was als Aikidō in Einheit von Geist und Körper übersetzt wird. In der Verbreitung des Shinshin-Tōitsu Aikidō unterstützten ihn seine Schüler Koretoshi Maruyama und Kenjiro Yoshigasaki. Beide Schüler trennten sich von Tōhei und gründeten eigene Stilrichtungen (z. B. Aikidō-Yuishinkai von Maruyama). Da diese Aikidō-Stile auf dem Shinshin-Tōitsu Aikidō beruhen werden sie gemeinsam mit diesem allgemein als Ki-Aikidō bezeichnet.

## Stil
Hauptunterschied des Ki-Aikidō zu anderen Aikidō-Stilen ist die explizite Vermittlung der dem Aikidō zugrundeliegenden Prinzipien, wie etwa Ki und Kokyū (Atmung), parallel zur Technik, während im traditionellen Aikidō die Prinzipien indirekt über die Technik vermittelt werden.
Dies äußert sich auch im Graduierungssystem, welches vor bestimmten Kyū- und Dan-Prüfungen gesonderte Ki-Prüfungen vorsieht.
In dieser Einheit von Geist und Körper lenke der Geist den Körper, so dass sich der Geist in der Bewegung, d. h. letztlich auch in den Aikido-Techniken ausdrücke.

## Prinzipien des Shinshin-Tōitsu-Aikidō

### Der Geist lenkt den Körper
Für Ki-Aikido behalten die vier Prinzipien des Shinshin-Tōitsu Do, der Einheit von Geist und Körper, ihre Gültigkeit:
- Den einen Punkt halten
- Sich vollkommen entspannen
- Das Gewicht unten halten
- Ki fließen lassen

Eine wesentliche Konsequenz der Einheit von Geist und Körper ist die Einsicht, dass der Geist den Körper lenkt. Geist meint dabei nicht allein die bewusste Absicht, etwas zu tun, sondern in eine umfassende Geisteshaltung, die sich in der Körperhaltung ausdrückt. Mögen auch die bewussten Absichten wechseln und die Aufmerksamkeit von einem Objekt zum anderen Objekt springen, so bleibt der Geist in seiner Tiefenstruktur dabei unbewegt. Ein Ziel des Ki-Aikido besteht darin, diese Geisteshaltung zu kultivieren. Grundlage dieser Bildung von Geist und Körper sind die folgenden fünf Prinzipien des Ki-Aikido, die in allen Übungen und Situationen beachtet werden sollen. Zur Erfahrung und Ausbildung dieser Prinzipien hat Tōhei spezielle Übungen vorgesehen.

### 1. Ki fließen lassen
Das erste Prinzip des Ki-Aikido besteht darin, das Ki fließen zu lassen, womit Gelassenheit und eine erhöhte Sensibilität für das Ki der Situation verbunden ist. Dieses Prinzip umfasst sowohl den Aspekt, das eigene Ki nicht einzuschränken und es vielmehr auszudehnen, um damit die Sensibilität zu erhöhen, als auch den Aspekt, weder das Ki des Partners noch das universelle Ki zu blockieren, um eine harmonische Bewegung und friedliche Konfliktlösung zu erreichen. Diese Geisteshaltung soll der Aikidoka vor der Konfliktsituation einnehmen.

### 2. Den Geist des Partners erkennen
Das zweite Prinzip des Ki-Aikido, den Geist des Partners zu erkennen, ergänzt das erste Prinzip. Tōhei betont immer wieder, dass der Geist den Körper lenkt. Insofern ist es notwendig den Geist des Partners zu erkennen und zwar sowohl in seiner Körperhaltung als auch auf der Ebene des Ki, um die eigene Bewegung auf die Intentionen des Partners abzustimmen.

### 3. Das Ki des Partners respektieren
Das dritte Prinzip des Ki-Aikido, das Ki des Partners zu respektieren, betont das Aiki, die Harmonisierung des eigenen Ki mit dem Ki des anderen und des individuellen Ki mit dem universellen Ki. Dieses Prinzip zweckt darauf ab, der möglichen Konfrontation frühzeitig die Basis zu entziehen.

### 4. Sich an die Stelle des Partners versetzen
Das vierte Prinzip des Ki-Aikido, sich an die Stelle des Partners zu versetzen, schließt wiederum an das dritte Prinzip an, indem es die eigenen, partikularen Intentionen relativiert. Diese Relativierung ermöglicht, die Situation auch aus der Perspektive des Partners zu betrachten und Verständnis für seine Absichten und Ansichten zu entwickeln. Wer alle Positionen kennt, kann souveräner handeln.

### 5. Mit Selbstvertrauen führen
Das fünfte Prinzip des Ki-Aikido, mit Selbstvertrauen zu führen, fasst die ersten vier Prinzipien zusammen. Wer die Perspektive des Partners einnehmen kann, dessen Ki respektiert und Geist erkennt, sein eigenes Ki fließen lässt und damit sein individuelles Ki mit dem universellen Ki harmonisiert, der kann sich in der Situation souverän und damit angemessen verhalten bzw. bewegen.

## Techniken
Die meisten Techniken des klassischen Aikidō finden sich im Ki-Aikidō wieder. Sie werden unterteilt in Hitori waza (Übungen ohne Partner, zum Beispiel Aiki-Taisō) und Kumi waza (Übungen mit Partner).
Zusätzlich zum waffenlosen Training wird mit dem Jō (Holzstab), dem Bokken (Holzschwert) und dem Tantō (Messer, in der Regel auch aus Holz) geübt. Neben Jō- und Bokken-Kata werden Entwaffnungstechniken (Jō dori, Tachi dori, Tantō dori) und Techniken mit unbewaffneten Partnern (Jō nage) trainiert.
Die 30 Taigi sind Abfolgen von nacheinander ausgeführten Techniken.
Sie werden allein (im Fall der Jō- und Bokken-Kata) bzw. mit ein bis fünf Partnern ausgeführt.
Seit 1978 gibt es Taigi-Wettbewerbe, in denen die vorgeführten Programme von Kampfrichtern in Hinsicht auf Zeitvorgaben, Rhythmus, Exaktheit der Ausführung und Bewegungsfluss bewertet werden.